# Міхаель Грабнер
Міхаель-Рене Грабнер (нім. Michael-René Grabner; 5 жовтня 1987, м. Філлах, Австрія) — австрійський хокеїст, лівий/правий нападник. Виступає за «Нью-Йорк Айлендерс» у Національній хокейній лізі. 
Вихованець хокейної школи «Філлахер». Виступав за «Філлахер», «Спокен Чіфс» (ЗХЛ), «Манітоба Мус» (АХЛ), «Ванкувер Канакс».
В чемпіонатах НХЛ — 317 матчі (95+60), у турнірах Кубка Стенлі — 17 матчів (2+4). 
У складі національної збірної Австрії учасник зимових Олімпійських ігор 2014 (4 матчі, 5+1), учасник чемпіонату світу 2012 (дивізіон I). У складі молодіжної збірної Австрії учасник чемпіонату світу 2005 (дивізіон I). У складі юніорської збірної Австрії учасник чемпіонатів світу 2004 (дивізіон I) і 2005 (дивізіон I).
Досягнення
- Найкращий снайпер зимових Олімпійських ігор (2014) — 5 голів.